# 约瑟夫·布赖尔
约瑟夫·布赖尔（英語：Joseph Brier，1999年3月16日—），英国男子田径运动员，主攻400米短跑，2022年欧洲锦标赛男子4×400米接力金牌得主、2023年世界锦标赛混合4×400米接力银牌得主。